# 馬場 (稲沢市)
馬場（ばんば）は、愛知県稲沢市の地名。

## 地理

### 河川・池沼
- 三宅川

## 歴史

### 沿革
- 1889年（明治22年） - 中島郡馬場村が四郷村大字馬場となる[1]。
- 1902年（明治35年） - 光郷村大字馬場となる[1]。
- 1906年（明治39年） - 明治村大字馬場となる[1]。
- 1955年（昭和30年） - 稲沢町大字馬場となる[1]。
- 1958年（昭和33年） - 稲沢市馬場町となる[1]。
- 1978年（昭和53年） - 一部が平苅田町に編入される[1]。
- 1981年（昭和56年） - 一部が山口本町・山口宮前町・山口南町に編入される[1]。

### 人口の変遷
国勢調査による人口および世帯数の推移。
| 2005年（平成17年） | 67世帯 244人 |  |
| 2010年（平成22年） | 69世帯 254人 |  |
| 2015年（平成27年） | 66世帯 230人 |  |
| 2020年（令和2年）  | 77世帯 242人 |  |

### WEB
1. ↑  “愛知県稲沢市の町丁・字一覧”.   人口統計ラボ. 2023年5月5日閲覧。
2. 1 2  総務省統計局 (2022年2月10日). “令和2年国勢調査の調査結果(e-Stat) - 男女別人口，外国人人口及び世帯数－町丁・字等” (CSV). 2023年8月2日閲覧。
3. ↑  “読み仮名データの促音・拗音を小書きで表記するもの(zip形式) 愛知県” (zip).   日本郵便 (2024年2月29日). 2024年3月26日閲覧。
4. ↑  “市外局番の一覧” (PDF).   総務省 (2022年3月1日). 2022年3月22日閲覧。
5. ↑  “ナンバープレートについて”.   一般社団法人愛知県自動車会議所. 2024年1月21日閲覧。
6. ↑  総務省統計局 (2014年6月27日). “平成17年国勢調査の調査結果(e-Stat) - 男女別人口及び世帯数 －町丁・字等” (CSV). 2021年7月21日閲覧。
7. ↑  総務省統計局 (2012年1月20日). “平成22年国勢調査の調査結果(e-Stat) - 男女別人口及び世帯数 －町丁・字等” (CSV). 2021年7月21日閲覧。
8. ↑  総務省統計局 (2017年1月27日). “平成27年国勢調査の調査結果(e-Stat) - 男女別人口及び世帯数 －町丁・字等” (CSV). 2021年7月21日閲覧。

### 書籍
1. 1 2 3 4 5 6 7  「角川日本地名大辞典」編纂委員会 1989, p. 1099.